# Valentina Savva
Valentina Savva, född 17 maj 2005, är en cyporiotisk friidrottare som tävlar i släggkastning.

## Karriär
Valentina Savva tog guld i släggkastning vid junior-EM 2023 och silver vid junior-VM 2024. Vid U23-EM 2025 tog hon brons i samma gren där hon satte nytt nationsrekord.